# シオネ・マウ
シオネ・シメ・マウ（Sione Sime Mau、2002年4月10日 - ）は、ジャパンラグビーリーグワンのコベルコ神戸スティーラーズに所属している、トンガ出身のラグビーユニオン選手。

## 略歴
2019年、U17四国として第15回全国高等学校合同チームラグビーフットボール大会（KOBELCO CUP）に、ナンバーエイトで出場。高知中央高等学校では、2年３年生の時に花園出場
2021年、大阪体育大学に入る。2年時に、ナンバーエイトからフッカーに転向した。
2022年6月11日、ジャパンラグビーチャリティーマッチ2022として、トンガにルーツを持つ選手のチーム「トンガサムライXV（フィフティーン）」と、日本選抜チーム「エマージングブロッサムズ」とが対戦。トンガサムライXVとして出場した。同年1月15日に発生したトンガの海底火山噴火被害への復興支援を目的としたチャリティー試合である。
2025年1月24日、ジャパンラグビーリーグワンのコベルコ神戸スティーラーズへ、アーリーエントリーでの入団を発表した。同年3月、大阪体育大学卒業。